# Rejon romeński
Rejon romeński – jednostka administracyjna wchodząca w skład obwodu sumskiego Ukrainy.
Rejon utworzony w 1930, ma powierzchnię 1900 km². Siedzibą władz rejonu są Romny.
Na terenie rejonu znajdują się 32 silskie rady, obejmujące w sumie 128 wsi i 2 osady.